# 沼島

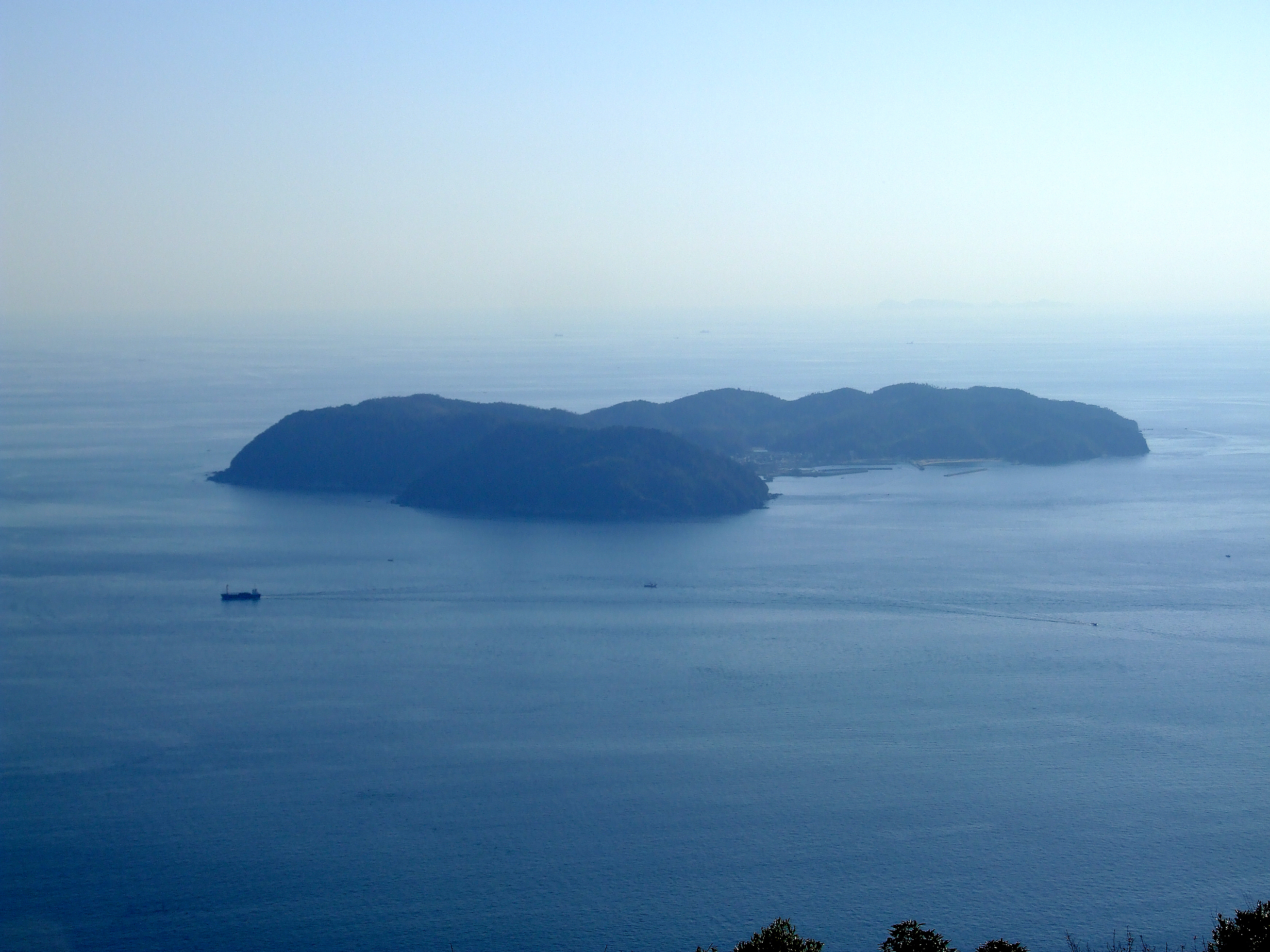
自淡路島的諭鶴羽山遠眺沼島

沼島（日语：／ Nushima */?）是日本淡路島南方的一座小島，距淡路島約5公里。面積2.5平方公里，島上最高點海拔117.2公尺，行政上隸屬於兵庫縣南淡路市，常住人口598人。沼島亦屬於瀨戶內海國立公園的一部份。